# Al-Muhtadi (Imam)
Muhammad al-Muhtadi, oder Muhammad I. (arabisch محمد المهتدي, DMG Muḥammad al-Muhtadī), war der 21. Imam der Schia der Nizari-Ismailiten. 
Gemäß der ismailitischen Geschichtsschreibung war al-Muhtadi (der Rechtgeleitete) ein Sohn des 20. Imams al-Hadi und sei in oder kurz nach 1094 aus Ägypten nach Nordpersien in die Region um Alamut evakuiert wurden, wo er im Verborgenen unter dem Schutz der politischen Führer der Nizariten Hasan-i Sabbāh († 1124), Kiya Buzurg-Umid († 1138) und Muhammad ibn Buzurg-Umid († 1162) leben konnte. Der 23. Imam Hassan II. hat sich 1164 als Sohn von „al-Qahir ibn al-Muhtadi ibn al-Hadi ibn Nizar“ seinen Anhängern zu erkennen gegeben. Die Existenz von al-Muhtadi wie auch die des Vaters und Sohnes gilt allerdings als obskur. Zum einen weil sie im Verborgenen (ġaiba) gelebt haben und zum anderen, weil zeitnahe historiographische Werke der Ismailiten noch im Mittelalter vernichtet worden sind. Die ältesten Genealogien zu den auf Nizar folgenden Imamen stammen aus dem 15. und 16. Jahrhundert. Sunnitische Chronisten wie Dschuwaini halten diese Geschichtsschreibung allerdings für eine Fiktion. Ihrem Dafürhalten nach war Hassan II. ein Sohn des Muhammad ibn Buzurg-Ummid und daher ein falscher Imam.
Aus dem 16. Jahrhundert liegt die Abschrift eines Briefes vor, der von al-Muhtadi an syrische Gefolgsleute adressiert wurde. Diesem Brief nach hat sein Eigenname Muhammad gelautet.

## Einzelnachweis
1. ↑  Er nannte sich „Muhammad ibn Ali ibn Nizar“. Vgl. Mustafa Ghalib, Tarikh ad-Daw’ah al-Ismai’liyyah (1975), S. 255–256.

| Vorgänger   | Amt                            | Nachfolger           |
| ----------- | ------------------------------ | -------------------- |
| Ali al-Hadi | 21. Imam der Nizari-Ismailiten | Hassan (I.) al-Qahir |

| Personendaten    | Personendaten                                                     |
| ---------------- | ----------------------------------------------------------------- |
| NAME             | Muhtadi, al-                                                      |
| ALTERNATIVNAMEN  | Muhammad al-Muhtadi; Muhammad I.; محمد المهتدي (arabisch)         |
| KURZBESCHREIBUNG | Person des ismailitischen schiitischen Islam, Imam der Ismailiten |
| GEBURTSDATUM     | 11. Jahrhundert oder 12. Jahrhundert                              |
| STERBEDATUM      | 12. Jahrhundert                                                   |